# طيبية
الطيبية الإسماعيلية هم الطائفة الوحيدة الباقية من فرع المستعلية الإسماعيلية، والفرع الآخر هو الحافظية الإسماعيلية. يعيش معظم أتباع الطيبية الإسماعيلية في العديد من مجتمعات البهرة مثل البهرة الداودية والبهرة السليمانية والبهرة العلوية .
اختلف البيت الفاطمي في مصر فيمن يخلف منصور الآمر بأحكام الله بن أحمد المستعلي بالله، وارتأى بعضهم أن الطيب أبي القاسم بن منصور هو الإمام فعرفوا بالطيِّبية، بينما بايع آخرون الحافظ لدين الله ابن عم الآمر بأحكام الله، فعرفوا بالحافظية.

## التاريخ
عند وفاة الإمام العشرين منصور الآمر بأحكام الله بن أحمد المستعلي بالله (1131/1132)، بايعت الطيبية طفله البالغ من العمر عامين الطيب أبو القاسم وأعلنوه الإمام الحادي والعشرين. ولأنه لم يكن في وضع يسمح له بإدارة الدعوة، فقامت الملكة أروى بنت أحمد بدور الوصي.
في عام 1592 انقسمت الطيبية إلى فصيلين في نزاع حول من يجب أن يصبح الداعي السابع والعشرين، فاختلفوا حول داود بن قطبشة أو سليمان بن حسن، فالذين اتبعوا داود بن قطبشة في الهند هم البهرة الداودية، والذين اتبعوا سليمان بن حسن هم البهرة السليمانية. وفي عام 1637 انفصلت البهرة العلوية عن مجتمع البهرة الداوودية.

## وصلات خارجية
- الحافظون والطيبون
- أبو القاسم مولانا الإمام الطيب - نور ورحمة الحق
- تاريخ الإسماعيليين